# John Örtengren
Johan (John) Reinhold Örtengren, född 5 oktober 1862 i Torsåkers församling, Gävleborgs län, död 23 december 1939 i Sollentuna församling, Stockholms län, var en svensk-amerikansk operasångare (baryton) och kördirigent. Han var bror till Albion Örtengren.

## Biografi
Örtengren föddes 1862 i Torsåkers socken. Han studerade vid konservatoriet i Stockholm och debuterade som operasångare 1885. Örtengren var verksam vid operan fram till 1889 där han spelade roller som Papageno i Trollflöjten, Mazetto i Don Giovanni, Lothario, Escamillo, med flera.
År 1889 flyttade han till Amerika och blev lärare vid Chicago Musical College. När de svensk-amerikanska körerna bildades och sammanslöt sig till Svenska Sångarförbundet i Amerika blev han 1893 dess förste dirigent. Örtengren gjorde 1897 en turné i Sverige med en elitkör som bildats genom förbundet. Andra gången han gjorde en turné i Sverige med kören sommaren 1910, stannade han i hemlandet och började arbeta som sångpedagog.
I Sverige blev han 1915 dirigent för Stockholms studentsångarförbund och var 1919–1929 kassör vid Kungliga Teatern. Örtengren avled 1939 i Sollentuna. Han är gravsatt på Norra begravningsplatsen utanför Stockholm.